# Strafanzeige

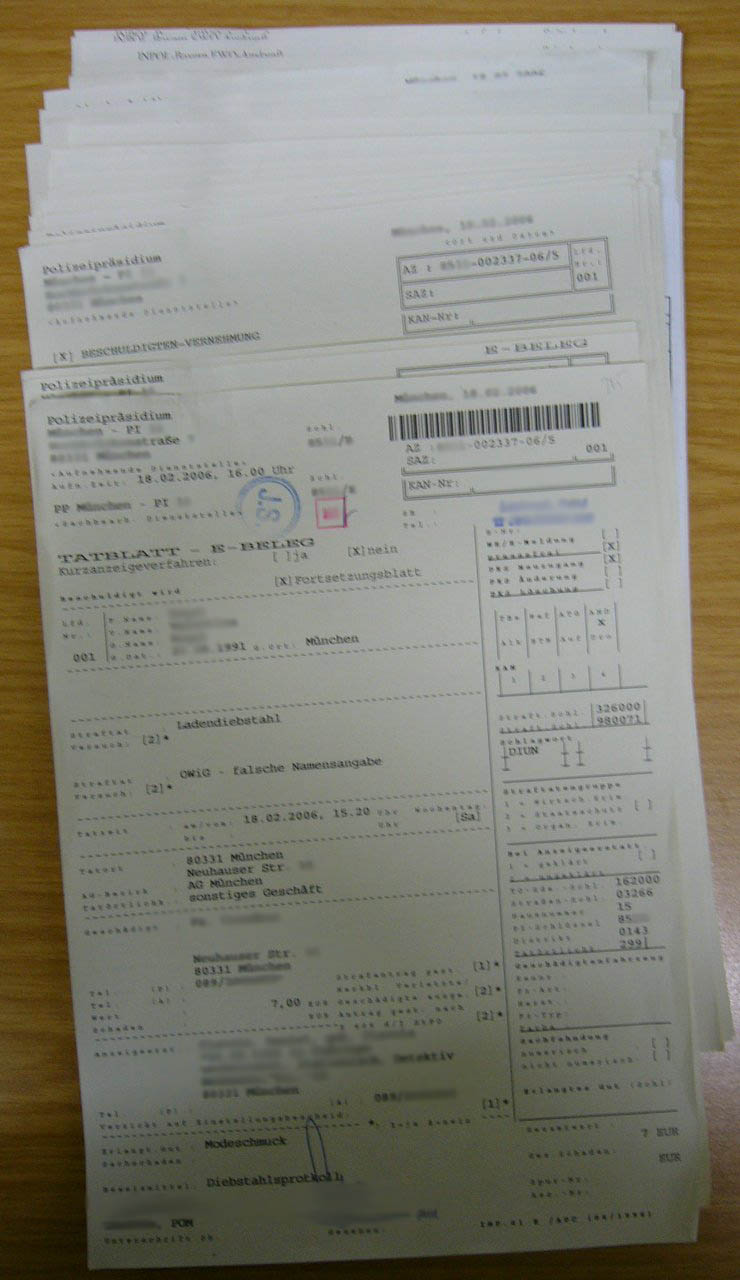
Tatblatt einer Strafanzeige in der Endsachbearbeitung der Polizei, noch ohne KAN-Nr. und Aktendeckel (2006)

Eine Strafanzeige (in der Schweiz: Verzeigung; in Österreich auch Sachverhaltsdarstellung) ist die Mitteilung eines Sachverhalts an die Strafverfolgungsbehörden oder ein Amtsgericht, der nach Auffassung des Mitteilenden einen Straftatbestand erfüllen könnte. Die Strafanzeige ist von dem Strafantrag zu unterscheiden, der eine Prozessvoraussetzung sein kann.

## Rechtslage in Deutschland

### Anzeigeerstatter
Anzeigeberechtigt ist jedermann, nicht nur ein Geschädigter. Anonyme Anzeigeerstattungen sind möglich. Ebenso ist eine Anzeige gegen Unbekannt zulässig. Es ist auch möglich, sich selbst anzuzeigen. Von der Selbstanzeige kann etwa dann Gebrauch gemacht werden, wenn der Anzeigende sich selbst für unschuldig hält und seine Unschuld durch eine entsprechende Einstellungsverfügung der Staatsanwaltschaft bestätigt sehen möchte. Im Steuerstrafrecht kann eine Selbstanzeige unter Umständen auch strafbefreiende Wirkung haben (§ 371 AO).
Bestimmte Daten, insbesondere Tatumstände, Tatverdächtige, Opfer und Schäden jeder Strafanzeige fließen in die bundeseinheitliche Polizeiliche Kriminalstatistik ein. Es handelt sich dabei um eine so genannte Einlaufstatistik. Die Entscheidungen der Justiz fließen dort überhaupt nicht ein. Auf den Erfassungsbelegen werden die jeweiligen Statistikschlüssel eingetragen.
In Deutschland besteht keine allgemeine Anzeigepflicht außer für Personen, die zur Ermittlung von Straftaten berufen sind. Von Privatpersonen muss von Gesetz wegen lediglich die Planung bestimmter, in § 138 StGB aufgeführter Straftaten angezeigt werden, siehe Nichtanzeige geplanter Straftaten. Eine Pflicht zur Anzeigeerstattung bereits begangener Straftaten besteht für Privatpersonen von Gesetz wegen nicht.
Für deutsche Polizeibeamte besteht die Pflicht zur Anzeige jedweder Straftat, von der sie dienstlich erfahren, nach § 163 StPO. Jeder Beamte muss ebenso dienstlich erfahrene Anhaltspunkte auf Steuerstraftaten anzeigen, § 116 AO.
Die meisten Strafanzeigen erstattet die Polizei aufgrund eigener Wahrnehmung oder durch Mitteilung, zum Beispiel im Polizeieinsatz während der Streife oder auf einer Polizeidienststelle. Dies wird als „Amtsanzeige“ oder „Anzeige von Amts wegen“ bezeichnet. Polizeiintern trägt sie nach Erstellung den Namen „formatierte Anzeige“ und bekommt eine kriminologische Bezeichnung, gegebenenfalls mit Nennung der einschlägigen Strafvorschrift.

### Formlosigkeit der Strafanzeige
Die Strafanzeige kann bei der Polizei, bei einer Staatsanwaltschaft oder einem Amtsgericht erstattet werden, § 158 Abs. 1 StPO. Sie muss protokolliert oder auf andere Weise dokumentiert werden. Bei bestimmten Straftaten (sogenannte Antragsdelikte) ist neben der Erstattung der Strafanzeige außerdem innerhalb von drei Monaten ab Bekanntwerden des Täters durch den Geschädigten die Stellung eines Strafantrags erforderlich. Eine Strafanzeige kann – anders als ein Strafantrag (§ 77d StGB) – nicht „zurückgezogen“ werden, da sie kein Verfahrensrecht ist, sondern ein tatsächlicher Vorgang der Kenntnisgabe, an den die Strafverfolgungsbehörden eigene Ermittlungen knüpfen.

### Online-Strafanzeige und anonyme Anzeige
Im Rahmen des e-Governments ist es in allen 16 deutschen Ländern auch möglich, eine Strafanzeige online über das Internet zu erstatten. Dieser Service wird meist „Internetwache“ genannt. Eine anonyme Anzeige kann in Baden-Württemberg beim Landeskriminalamt
erstattet werden.

### Verfahren
Sofern auf Grund der in der Strafanzeige mitgeteilten Tatsachen tatsächliche Anhaltspunkte vorliegen, dass ein Straftatbestand verwirklicht sein könnte (sogenannter Anfangsverdacht), sind die Strafverfolgungsbehörden verpflichtet, der Anzeige nachzugehen und den Sachverhalt so weit wie möglich aufzuklären. Hier gilt das Legalitätsprinzip für die Ermittlungsbehörde.
Die Anzeige wird von der Polizei je nach Einstufung des Sachverhalts entweder zur weiteren Strafverfolgung an die Staatsanwaltschaft oder (bei Ordnungswidrigkeiten und allgemeinen Sachverhalten, denen die kriminologischen Merkmale fehlen) an die Ordnungsbehörden abgegeben. Die Staatsanwaltschaft entscheidet dann nach Abschluss der Ermittlungen, ob gegen den Beschuldigten Anklage erhoben wird oder das Verfahren eingestellt wird. Im letztgenannten Fall erhält der Anzeigeerstatter einen schriftlichen Bescheid, § 171 StPO
Der Anzeigeerstatter kann gegen die Einstellung Beschwerde einlegen, wenn er zugleich Verletzter ist § 172 Abs. 1 Satz 1 StPO. Über diese entscheidet dann die dienstvorgesetzte Behörde, die Generalstaatsanwaltschaft.
Die aktenmäßige Behandlung von Strafanzeigen erfolgt in der Praxis durch die Anfertigung einer Vielzahl von Dokumenten wie zum Beispiel von Tatblättern, Vernehmungen, Sachverhalten, Aktenvermerken, Erklärungen, Berichten, Gutachten, Skizzen, Lichtbildmappen und Asservaten. Eine Strafanzeige erfüllt ihren eigentlichen Zweck, die Einschaltung der Justiz, erst dann, wenn sie, meist über die Kriminalpolizei, bei der Strafverfolgungsbehörde, also vor allem der Staatsanwaltschaft, eingeht. Grundsätzlich gilt das Legalitätsprinzip (§ 152 StPO). Die Staatsanwaltschaft kann jedoch nach Abschluss des Ermittlungsverfahrens in bestimmten Fällen das Verfahren wegen mangelnden öffentlichen Interesses oder wegen Geringfügigkeit – gegebenenfalls in Verbindung mit einer Geldauflage – einstellen, auch wenn der Nachweis für die Tat und die Täterschaft im konkreten Fall erbracht wurde.
Bei der Bearbeitung sind von den beteiligten Behörden die Richtlinien für das Strafverfahren und das Bußgeldverfahren (RiStBV) zu beachten.

### Weitere Verfahrensrechte des Verletzten
Ist der Anzeigeerstatter zugleich Verletzter, kann er – sollte die Generalstaatsanwaltschaft seiner Beschwerde nicht stattgeben – das sogenannte Klageerzwingungsverfahren betreiben § 172 Abs. 2 StPO. Hat die Staatsanwaltschaft das Ermittlungsverfahren trotz Vorliegens eines Anfangsverdachts nicht förmlich eingeleitet oder die Ermittlungen unzureichend geführt, ist dem Verletzten auch das Betreiben eines Ermittlungserzwingungsverfahrens möglich. Der Verletzte hat zudem in manchen Fällen zur wirksamen Anwendung der zum Schutz des Lebens, der körperlichen Integrität, der sexuellen Selbstbestimmung und der Freiheit der Person erlassenen Strafvorschriften einen Rechtsanspruch auf Strafverfolgung.

### Rechtsmissbrauch durch Strafanzeigen „mit Methode“, „zu Demonstrationszwecken“ und zu sonstigen zweckwidrigen Zielen
Nach der Rechtsprechung des Bayerischen Verfassungsgerichtshofs kann eine Strafanzeige dann als rechtsmissbräuchlich bewertet werden, wenn der Anzeigeerstatter Strafanzeigen und Ablehnungsgesuche „mit Methode“ betreibt, um demonstrativ sein allgemeines Misstrauen und seine Ablehnung der Justiz zu äußern und darüber hinaus versucht, Staatsanwälte und Richter zu verunsichern.
In den Worten des Bayerischen Verfassungsgerichtshofs: „Der Umstand, dass der Beschwerdeführer […] eine Vielzahl von Strafanzeigen und Ablehnungsgesuchen angebracht hat, die sich regelmäßig der Sache nach im Wesentlichen auf die Behauptung einer unrichtigen Rechtsanwendung stützen, und der ständig wiederkehrende Vorwurf der Rechtsbeugung zeigen, dass der Beschwerdeführer Strafanzeigen und Ablehnungsgesuche ‚mit Methode‘ betreibt, um demonstrativ sein allgemeines Misstrauen und seine Ablehnung der Justiz zu äußern und darüber hinaus zu versuchen, die Staatsanwälte und Richter zu verunsichern, um letztlich zu einer für ihn günstigeren Entscheidung zu gelangen (vgl. dazu z. B. OLG Koblenz vom 3.1.1977 – 1 AR 44/76 Str – juris Rn. 2). Derartige reine ‚Demonstrationszwecke‘ sind jedoch als rechtsmissbräuchlich anzusehen (vgl. dazu z. B. auch BT-Drs. IV/178 S. 35).“

### Unwahre Anzeigen
Bei leichtfertiger oder vorsätzlicher Erstattung einer unwahren Anzeige können dem Anzeigeerstatter gemäß § 469 StPO die Kosten eines gerichtlichen oder außergerichtlichen Verfahrens sowie die dem Beschuldigten erwachsenen Rechtsanwaltskosten und seine weiteren notwendigen Auslagen auferlegt werden. Eine wider besseres Wissen unwahre Anzeige ist als falsche Verdächtigung strafbar.

## Rechtslage in der Schweiz

### Anzeigeerstatter
Das Anzeigerecht und die verfahrensrechtliche Stellung der anzeigenden Person werden in Art. 301 StPO geregelt. Nach Art. 301 Abs. 1 StPO ist jede Person berechtigt, Straftaten bei einer Strafverfolgungsbehörde schriftlich oder mündlich anzuzeigen. Die strafanzeigende Person muss dabei nicht durch die Straftat verletzt oder geschädigt worden sein. Jedoch kommt kein Anzeigerecht denjenigen Personen zu, die einer gesetzlichen Geheimhaltungspflicht unterliegen, sofern kein diesbezüglicher Rechtfertigungsgrund vorliegt.

### Form und Inhalt der Strafanzeige
Nach Art. 301 Abs. 1 StPO kann die Strafanzeige durch mündliche oder schriftliche Meldung erfolgen, wobei sie grundsätzlich bei einer Strafverfolgungsbehörde eingereicht werden muss. Als Strafverfolgungsbehörden gelten gem. Art. 12 StPO Polizei, Staatsanwaltschaft und Übertretungsstrafbehörden.
Inhaltlich muss sich eine Strafanzeige auf eine konkrete angeblich strafbare Handlung beziehen, was insbesondere pauschale Schuldzuweisungen ohne Hinweis auf einen spezifischen Sachverhalt ausschliesst. Sie kann sich gegen eine bestimmte Person oder gegen unbekannt richten. Gleichermassen ist auch eine Selbstanzeige zulässig.

### Verfahren
Die Strafanzeige ist für die Durchführung eines Strafverfahrens nicht zwingend notwendig. Im Sinne des Legalitätsprinzips sind Strafverfolgungsbehörden auch dann zur Strafverfolgung verpflichtet, wenn sie aufgrund eigener Wahrnehmung Kenntnis von Straftaten erhalten (vgl. Art. 7 StPO). Gestützt auf den Untersuchungsgrundsatz und den Verfolgungszwang (vgl. Art. 6f. StPO) sind die zuständigen Behörden ausserdem verpflichtet, eingereichte Strafanzeigen entgegenzunehmen und gemäß den anwendbaren Vorschriften zu bearbeiten. Die Strafanzeige verleiht jedoch keinen Anspruch auf Eröffnung einer Untersuchung und Durchführung eines Strafverfahrens, da immer die Möglichkeit einer Nichtanhandnahme durch die Staatsanwaltschaft besteht (vgl. Art. 310 StPO).
Eine Anzeigeerstattung stellt keinen Rechtsmissbrauch dar. Die Strafbehörden dürfen die Entgegennahme von Anzeigen nicht mit der Begründung verweigern, der Anzeigende handle missbräuchlich. Dem Staat steht aber ein Regressrecht auf den Anzeigenden zu, sofern dieser vorsätzlich oder grobfahrlässig die Einleitung eines Verfahrens bewirkt (vgl. Art. 420 lit. a StPO). Erstattet jemand wider besseres Wissen eine Strafanzeige, so kann sich dieser strafbar machen (Art. 303f. StPO).
Nach Art. 301 Abs. 2 StPO teilen die Strafverfolgungsbehörden der anzeigenden Person auf deren Anfrage mit, ob ein Strafverfahren eingeleitet und wie es erledigt wurde. Ein Anspruch auf Mitteilung von Einzelheiten, einer Begründung oder Akteneinsicht besteht jedoch nicht. Sowohl die Anfrage, als auch die Information, ist an keine Form gebunden.
Ist die anzeigende Person weder Geschädigte im Sinne von Art. 115 StPO noch Privatklägerin (vgl. Art. 105 StPO) stehen ihr keine weitergehenden Verfahrensrechte zu (Art. 301 Abs. 3 StPO).
Wird die Strafanzeige von der Strafverfolgungsbehörde nicht weiterbehandelt, kann dagegen wegen Rechtsverweigerung Beschwerde geführt werden (Art. 393 Abs. 1 lit. a StPO in Verbindung mit Art. 393 Abs. 2 lit. a StPO). Bei einer Verweigerung der Auskunftserteilung steht der anzeigenden Person ebenfalls der Beschwerdeweg offen (Art. 393 Abs. 1 lit. a StPO).

## Grammatik
Oft ist in öffentlichen Verlautbarungen oder Nachrichtenbeiträgen die Rede davon, eine Strafanzeige werde „gestellt“; grammatikalisch korrekt ist jedoch das „Erstatten“ einer Anzeige.
Im Unterschied dazu wird ein Strafantrag gestellt.